# Línea 11 (EMT Valencia)
La línea 11 Patrix-Orriols de la EMT Valencia  une los barrios de Patraix y Orriols entre sí además de con el centro.

## Características
Dirección Patraix: San Juan Bosco, Duque de Mandas, San Vicente Paul, Primado Reig, Almassora, Conde Trénor, Poeta Llorente, Tetuán , Porta la Mar, Colón, Xàtiva, Jesús, Beato Nicolás Factor, Humanista Mariner y Fontanares . Los días de mercado,(sábados), desde la Calle Jesús sigue por Gaspar Agular, Fontanares y Pío XI.
Dirección Orriols: Fontanars dels Alforins, Cuenca, Guillem de Castro, Guillem Sorolla, Avenida del Oeste, Padilla, Periodista Azzati, Ayuntamiento, Barcas, Pintor Sorolla, Palacio de Justicia, Alameda, San Pío V, Alboraya, Primado Reig, Pare Vinyas y Santiago Rusinyol

## Historia
Cambia los tranvías por autobuses el 12 de febrero de 1967, funcionando la línea como "Estación Valenciana-Patraix". En 1974 se le quitó el recorrido entre el centro y la Estación Valenciana, ampliando el otro lado de la línea hasta Fontanares. La línea actual fue producto de la fusión entre la desaparecida línea 69 ("Orriols-Pl. País Valenciano") y la 11 "Fontanares-Pl. País Valenciano" que había sustituido el recorrido anterior). Esta fusión se produjo el 14 de mayo de 1982. A primeros de los 90, cambió su recorrido hacia el centro al peatonalizarse la calle Hospital, haciéndolo por la calle Bailén. 
Durante el 2000 La denominación pasó a ser Orriols-Patraix, a indicación de la AA.VV. de este último barrio. El 2 de octubre de 2000 se desvió por Viveros para dar servicio al ambulatorio de la calle Alboraya, tras tener esta calle sentido único, y ser desviada por la calle Almazora en sentido centro. Para evitar problemas de tráfico del Mercado, los sábados, a partir del 11 de septiembre de 2004, se desvía por Gaspar Aguilar y Fontanars para entrar a Patraix. El 12 de noviembre de 2007 modifica su acceso a la zona centro desde Patraix, por Cuenca - Guillem Sorolla - Avenida del Oeste. El 5 de julio de 2008 modifica su itinerario accediendo de Primado Reig a Genaro Lahuerta - Viveros. El 26 de julio de 2016 debido al plan de reordenación de líneas en dirección Patraix desde la Avenida Primado Reig pasa a girar por la calle Almassora en vez de hacerlo por los Viveros argumentando por parte del ayuntamiento un ahorro de tiempo de viaje.
El 4 de mayo del 2020 desde Tetuán abandona el recorrido por las plazas de la Reina y el Ayuntamiento debido a la tercera fase de "La Xarxa del Futur" y recorre el centro histórico por la periferia, circulando por la plaza Porta la Mar, calle Colón, Xàtiva, y Jesús para volver a su ruta.

## Otros datos
| Líneas de autobuses que prestan servicio en Valencia |               |                  |
| Línea anterior:                                      | Línea actual: | Línea siguiente: |
| 10 Línea 10                                          | 11 Línea 11   | 12 Línea 12      |